# 福岡信用金庫
福岡信用金庫（ふくおかしんようきんこ）は、福岡県福岡市中央区天神一丁目6番8号に本店を置く信用金庫である。

## 沿革
- 1925年1月22日 - 有限責任福岡市信用組合を設立。
- 1925年9月8日 - 創業。
- 1942年8月 - 保証責任福岡信用販売購買利用組合と合併する。
- 1942年11月 - 鳥飼信用組合と合併する。
- 1951年6月 - 信用金庫法に基づき、福岡市信用金庫となる。
- 1958年12月 - 福岡信用金庫に改称。
- 1971年4月 - 福博信用金庫と合併する。